# Auto Union
Auto Union est le résultat de la fusion de quatre marques automobiles allemandes (d'où le logo aux quatre cercles), créée en 1932 et établie en 1936 à Chemnitz, en Saxe, pendant la Grande Dépression. La compagnie a donné naissance à la marque Audi actuelle, filiale du groupe Volkswagen AG.

## Historique

### Création

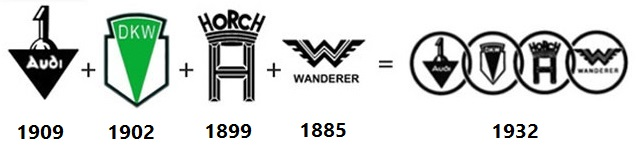
Logo de Auto Union de 1932 à 1949.

Au début des années 1930, alors que Daimler-Benz (constructeur des Mercedes) affiche une santé florissante, les petits constructeurs allemands souffrent gravement de la crise. Jörgen Skafte Rasmussen, PDG de DKW, a alors l'idée, en 1932, de fédérer quatre anciennes marques automobiles allemandes sous le sigle Auto Union AG. En fait, ce processus de concentration avait été amorcé en 1928 lorsque la Société Motorenwerke J-S Rasmussen AG (DKW) de Zwickau en Saxe, absorba une entreprise voisine, Audi.
L'idée de Rasmussen, exposée au conseil d'administration du 20 juillet 1932 était la suivante : Aujourd'hui, du fait de la crise, nos petites voitures se vendent mal. Nos usines trop indépendantes se font même parfois concurrence. Il faut les regrouper et avec elles nos techniques, nos réseaux mais surtout nos hommes et notre savoir-faire. De plus, puisque nos petites voitures ont perdu leur clientèle, fabriquons en donc de plus puissantes, des grosses berlines mais aussi des voitures de course.
Ce consortium de quatre marques regroupe : Audi, DKW, Horch et Wanderer. Toutes ces marques utilisaient le logo des quatre anneaux signifiant les quatre marques.

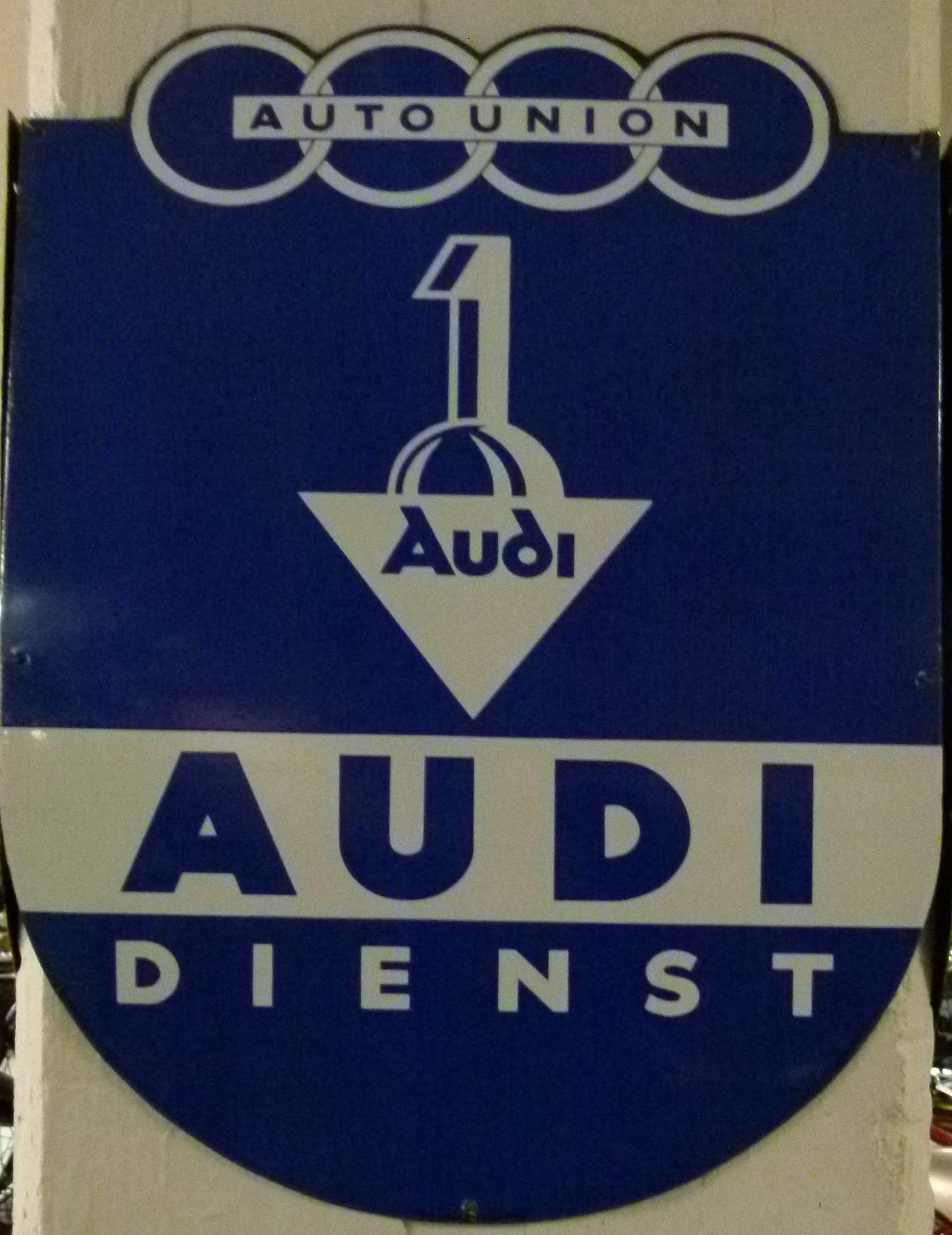
Audi
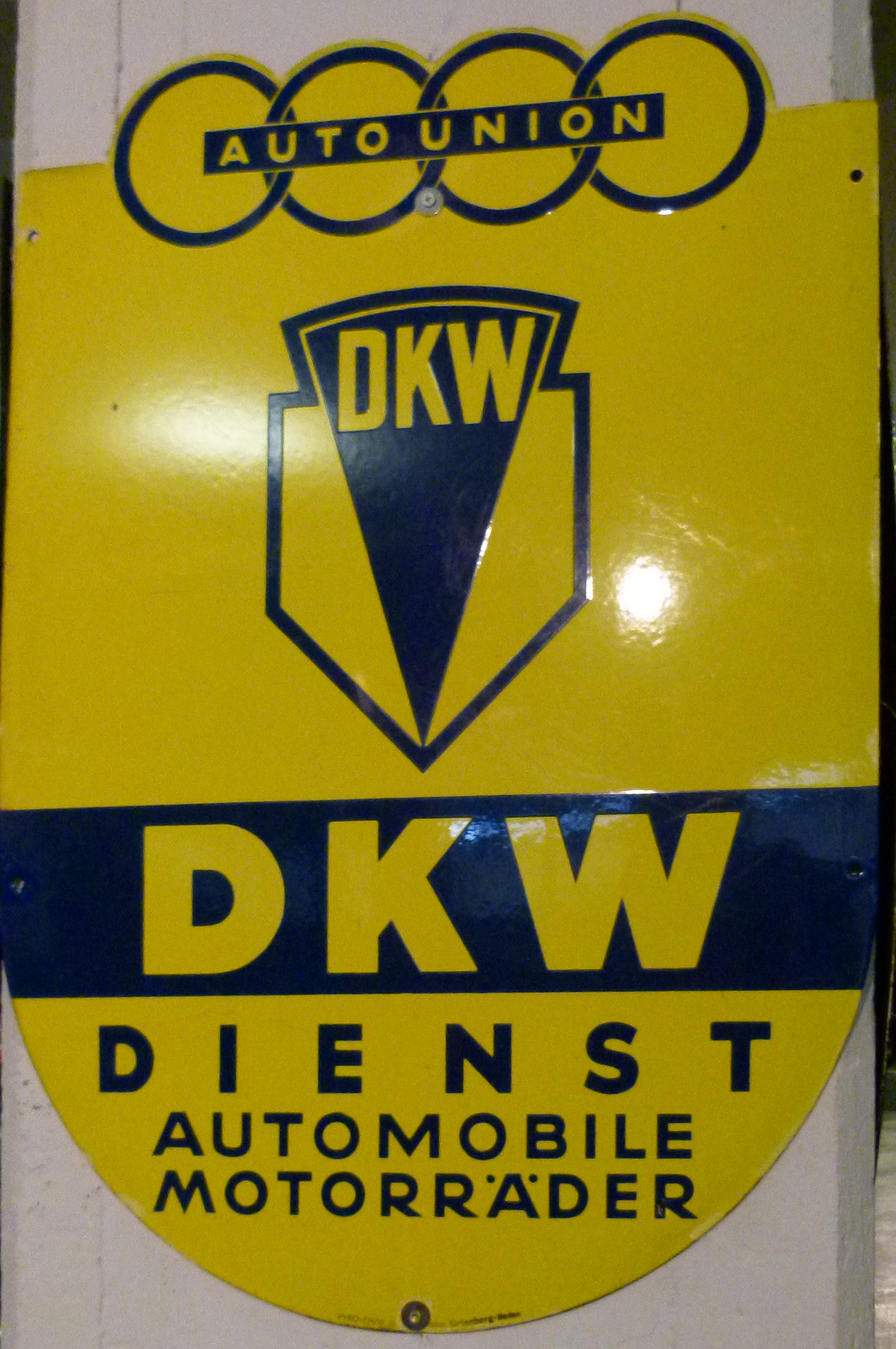
DKW
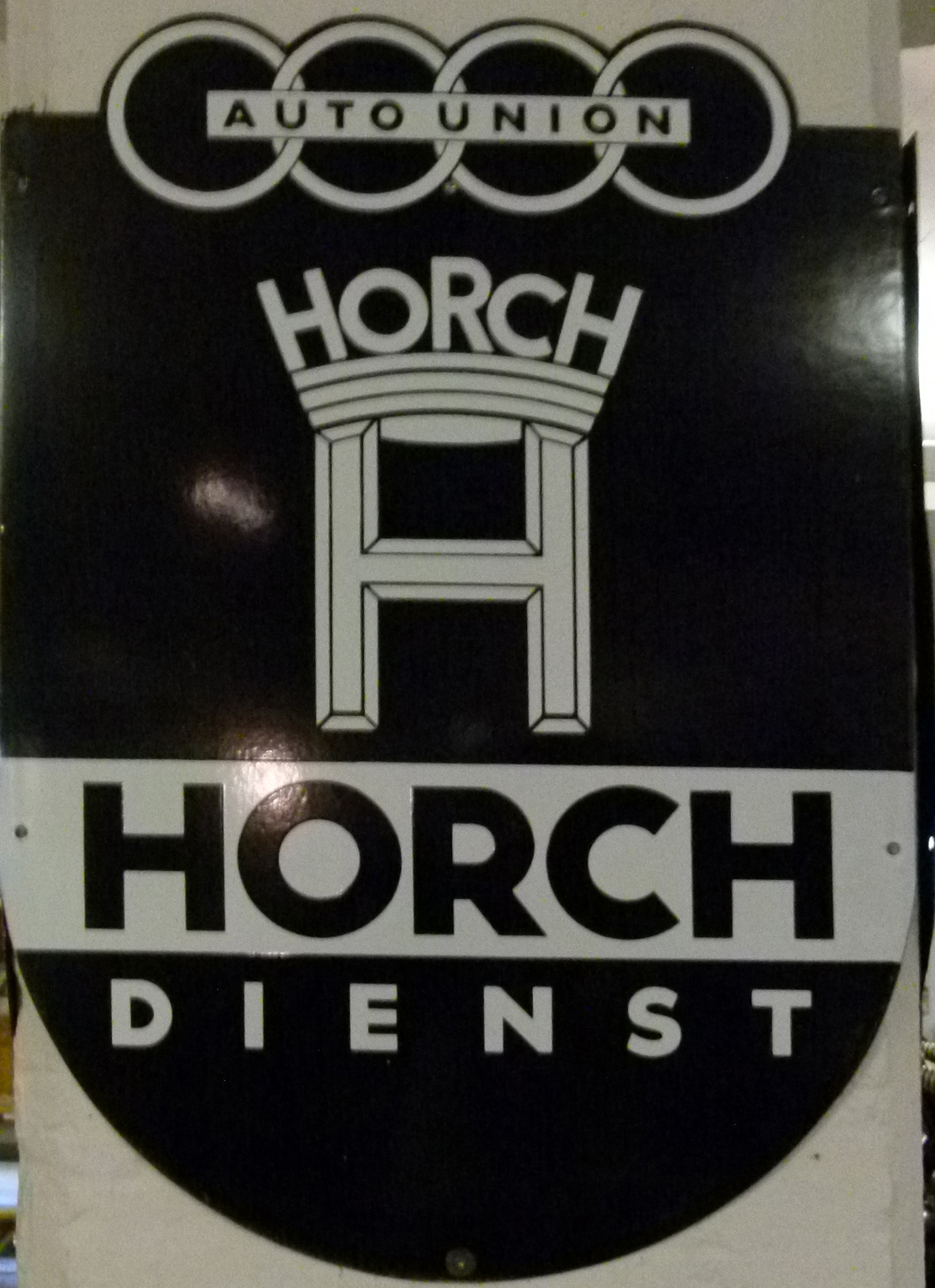
Horch
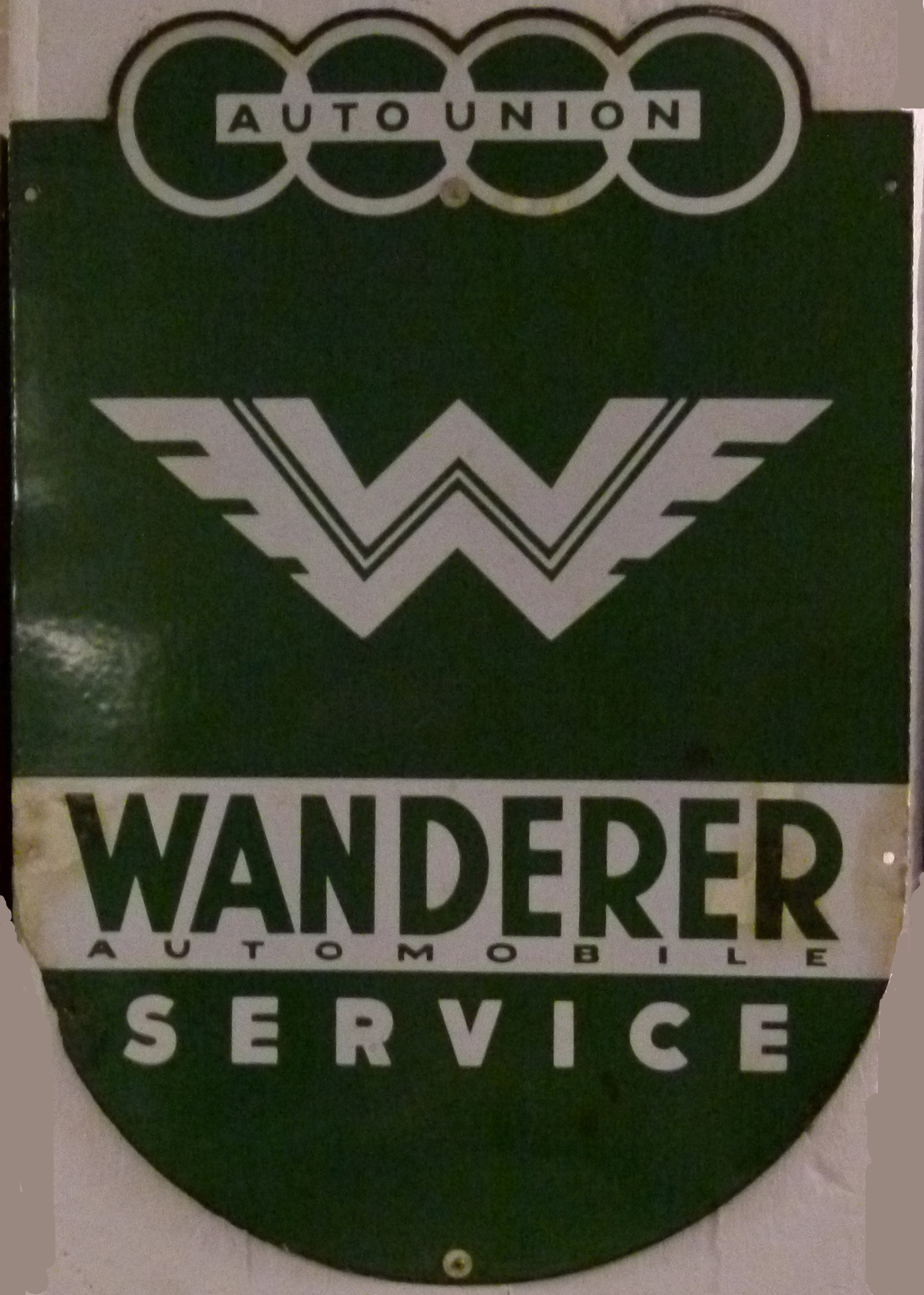
Wanderer

Auto Union, marque dissoute et radiée comme personne morale en zone d'occupation soviétique (Chemnitz), est recréée à Ingolstadt en Bavière. Cette nouvelle société produit des voitures de la marque DKW avec des moteurs à deux temps, surtout des petites voitures populaires.
Elle est reprise successivement par Daimler-Benz en 1957, puis par Volkswagen en 1964.

### Fusion avec NSU

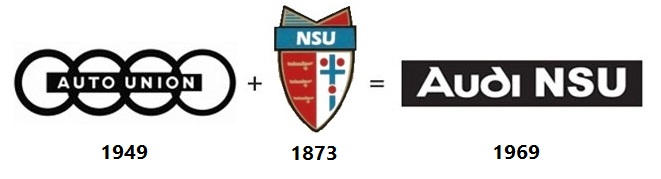
Logo de Audi NSU Auto Union AG de 1969 à 1978.

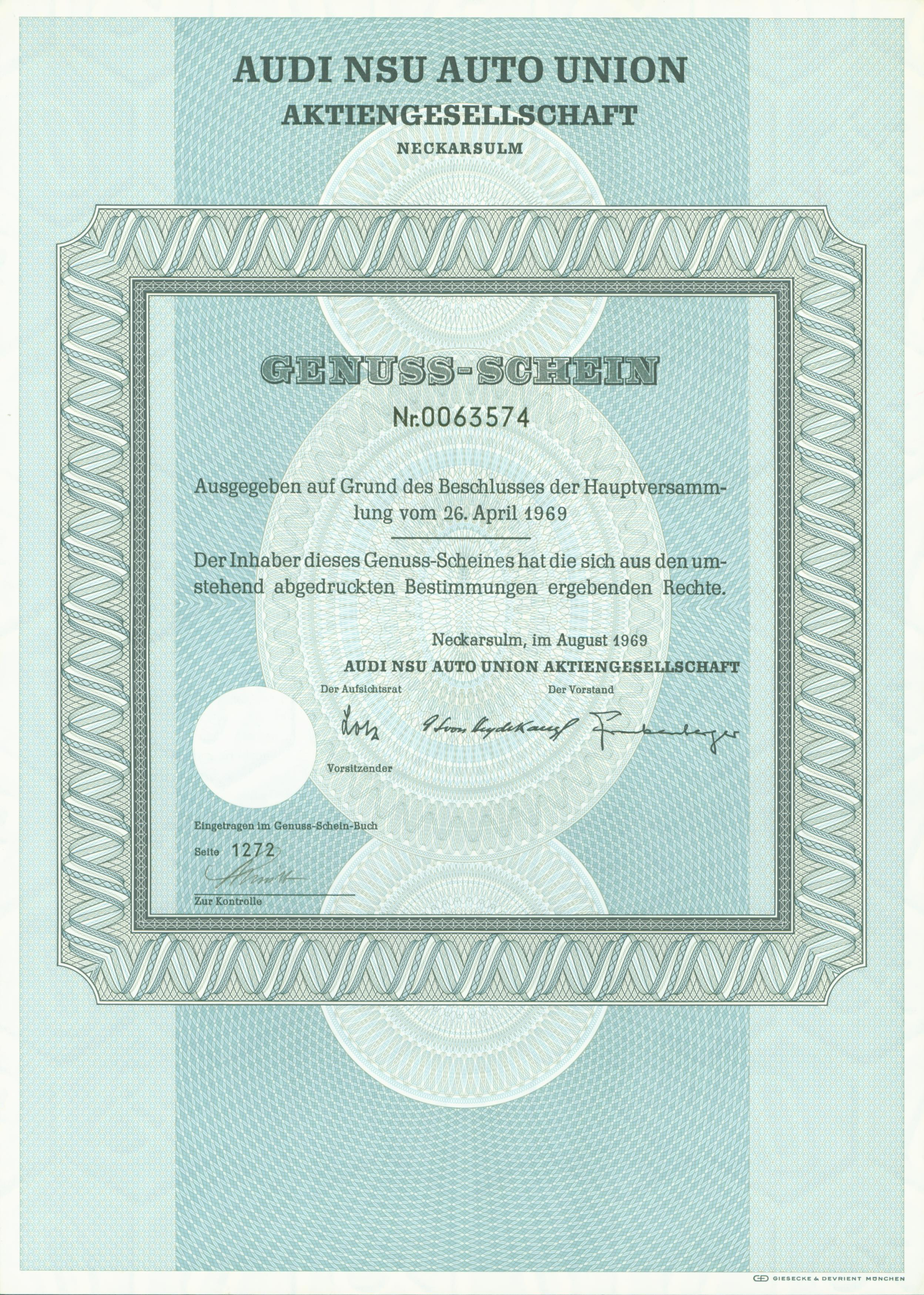
Action de jouissance d'Audi NSU Auto Union AG en date d'août 1969.

Le 10 mars 1969, Auto Union et NSU Motorenwerke AG fusionnent et créent Audi NSU Auto Union AG.
Pour ces nouveaux modèles équipés d'un moteur à quatre temps et une compression plus haute entre le Diesel et les moteurs à essence traditionnelles, développé sous l'égide de Mercedes, VW décida de ressusciter la marque Audi, parce que DKW était identifié avec un moteur à deux temps.
Ainsi, le logo aux quatre cercles d'Auto Union, fut maintenu, passant de la calandre des DKW à celle des Audi, seule marque désormais à les arborer, puisque les projets de ressusciter la marque Horch par la production de voitures de prestige ont échoués, au profit du rachat de Bentley Motors.
Le 1er janvier 1985, Audi NSU Auto Union AG est renommé Audi AG.

## Galerie

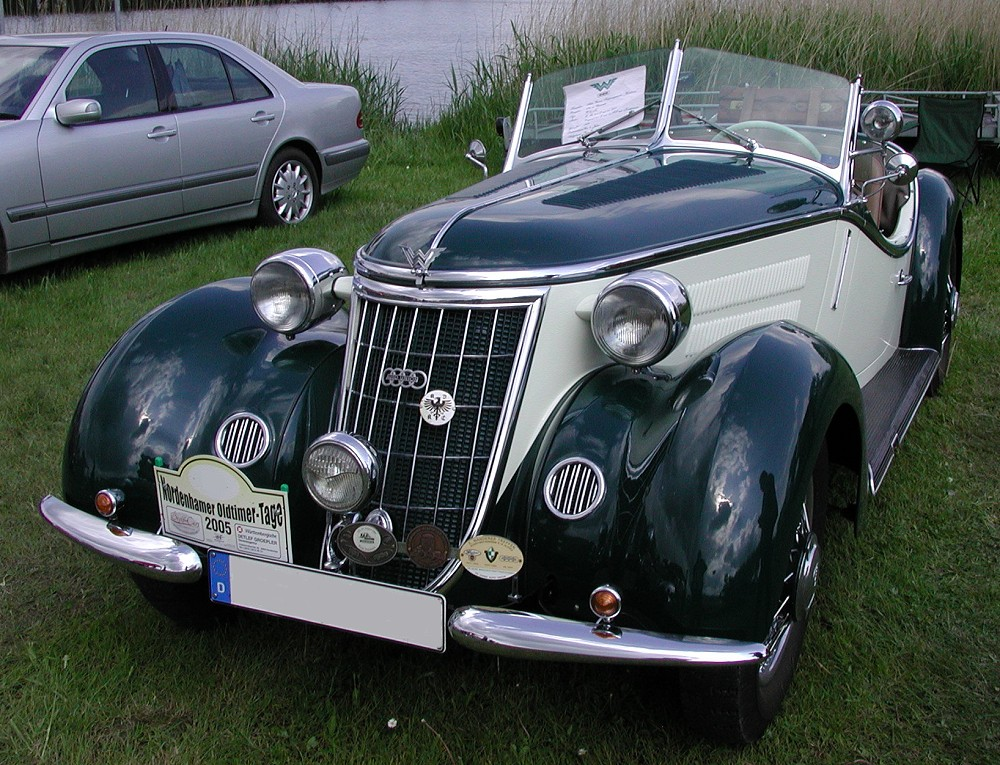
Auto Union Wanderer de 1936.
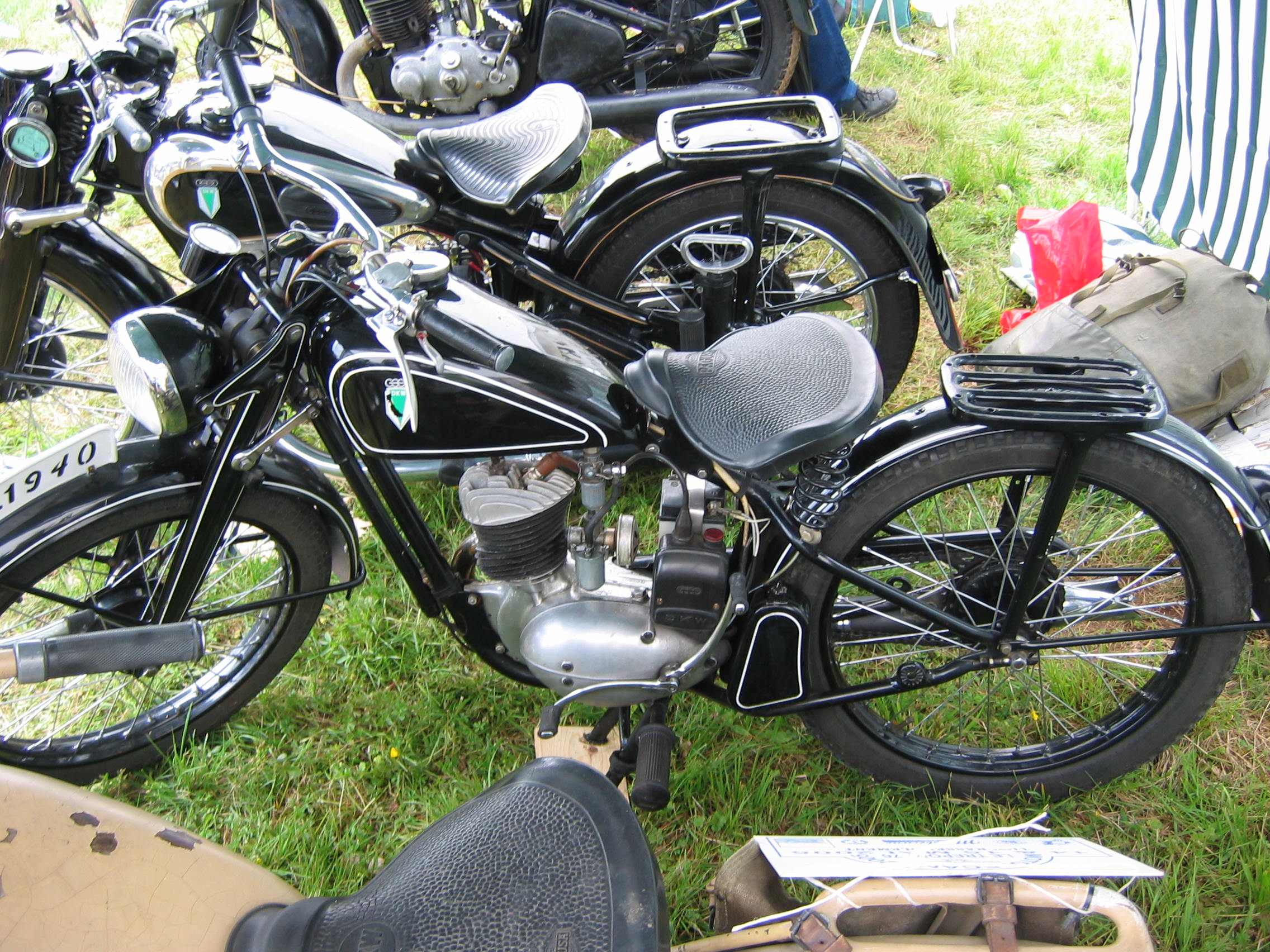
Moto DKW - Auto Union de 125 cm3.
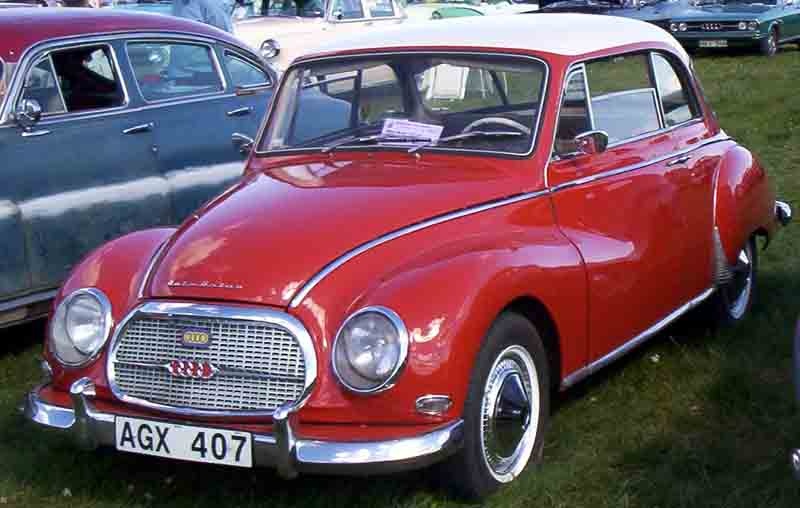
La DKW 1000 coupé de 1959.
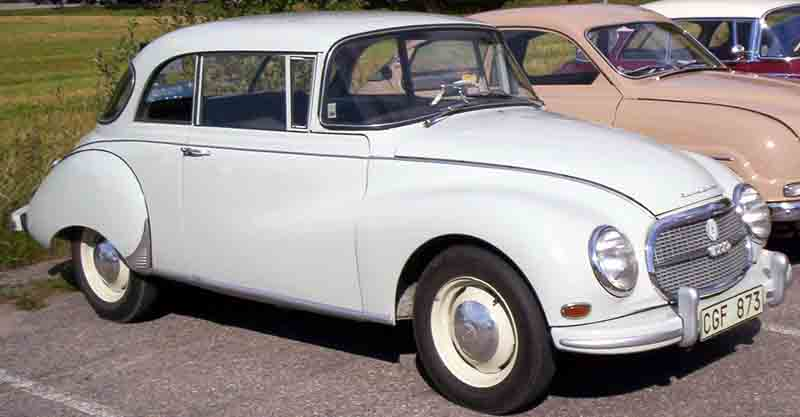
La DKW 1000 limousine de 1961.

## Compétition automobile
Bernd Rosemeyer remporte en 1936, le titre de champion d'Europe des pilotes sur une voiture de la marque Auto Union.
Hermann Paul Müller aurait dû remporter le titre en 1939  mais la Seconde Guerre mondiale a interrompu le championnat et le titre ne lui a pas été attribué.
Aucun titre des constructeurs n'était toutefois décerné ces années-là.
| Année | Date         | Course                 | Pilote              | Modèle | Résultats |
| ----- | ------------ | ---------------------- | ------------------- | ------ | --------- |
| 1934  | 15 juillet   | Grand Prix d'Allemagne | Hans Stuck          | Type A | Résultat  |
| 1935  | 8 septembre  | Grand Prix d'Italie    | Hans Stuck          | Type B | Résultat  |
| 1936  | 26 juillet   | Grand Prix d'Allemagne | Bernd Rosemeyer     | Type C | Résultat  |
| 1936  | 23 août      | Grand Prix de Suisse   | Bernd Rosemeyer     | Type C | Résultat  |
| 1936  | 13 septembre | Grand Prix d'Italie    | Bernd Rosemeyer     | Type C | Résultat  |
| 1937  | 11 juillet   | Grand Prix de Belgique | Rudolf Hasse        | Type C | Résultat  |
| 1938  | 11 septembre | Grand Prix d'Italie    | Tazio Nuvolari      | Type D | Résultat  |
| 1939  | 9 juillet    | Grand Prix de France   | Hermann Paul Müller | Type D | Résultat  |

Les Flèches d'Argent
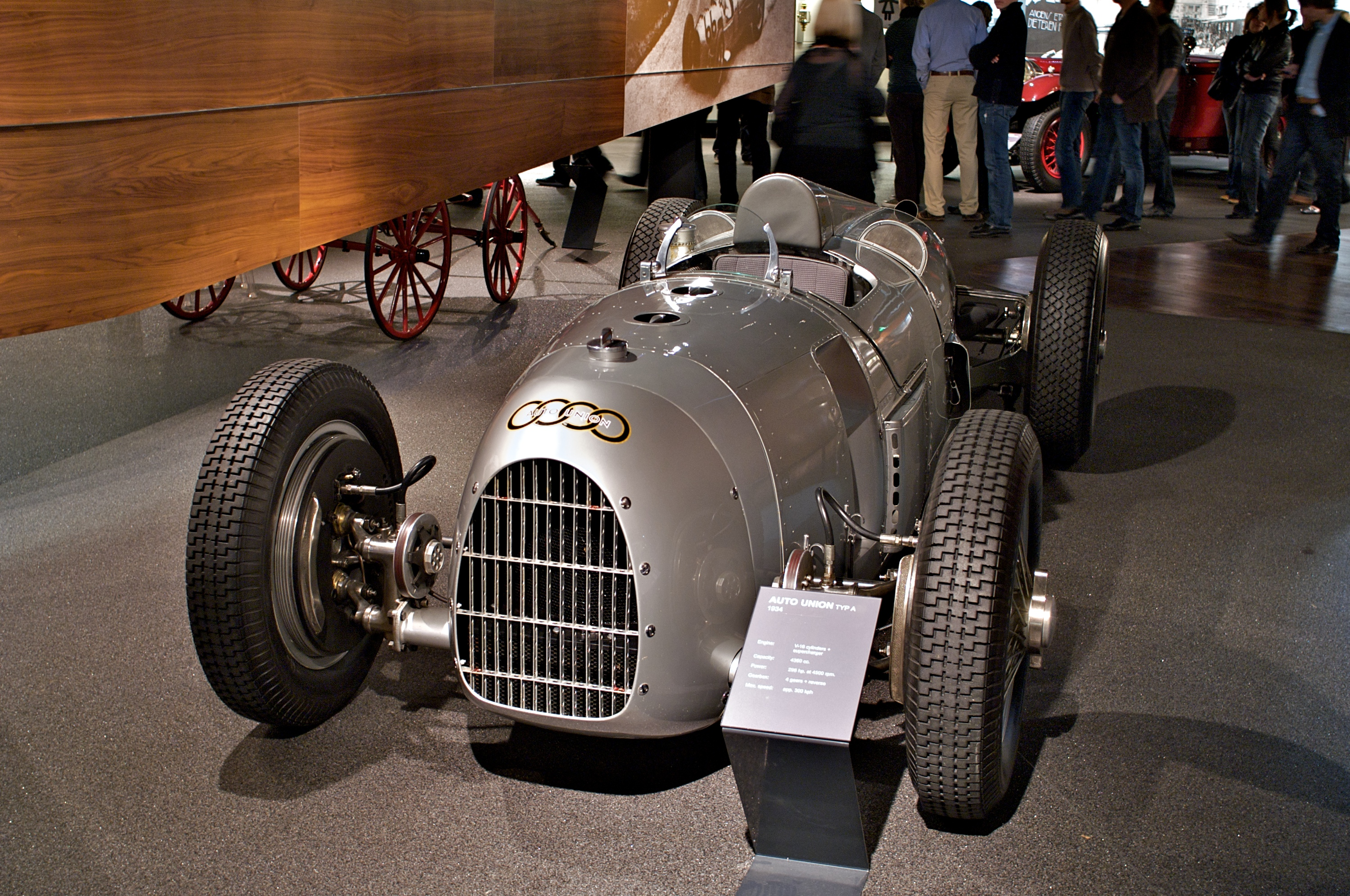
Auto Union Type A
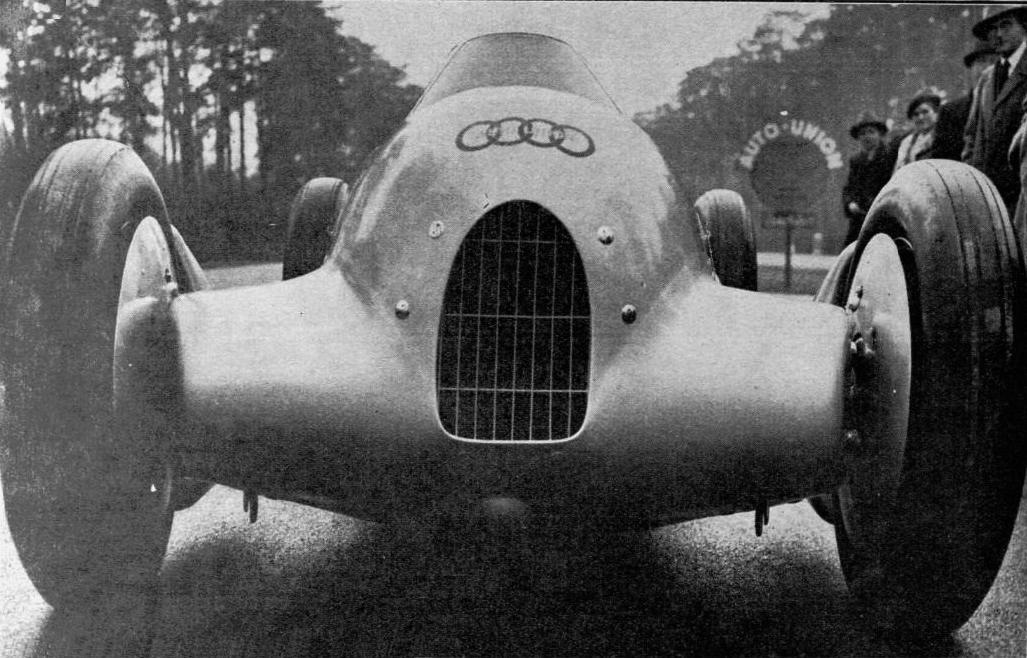
Auto Union Type B
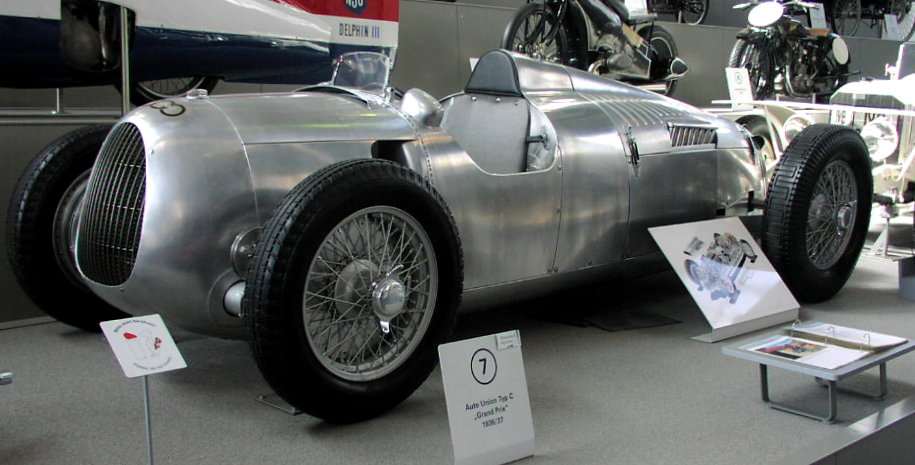
Auto Union Type C
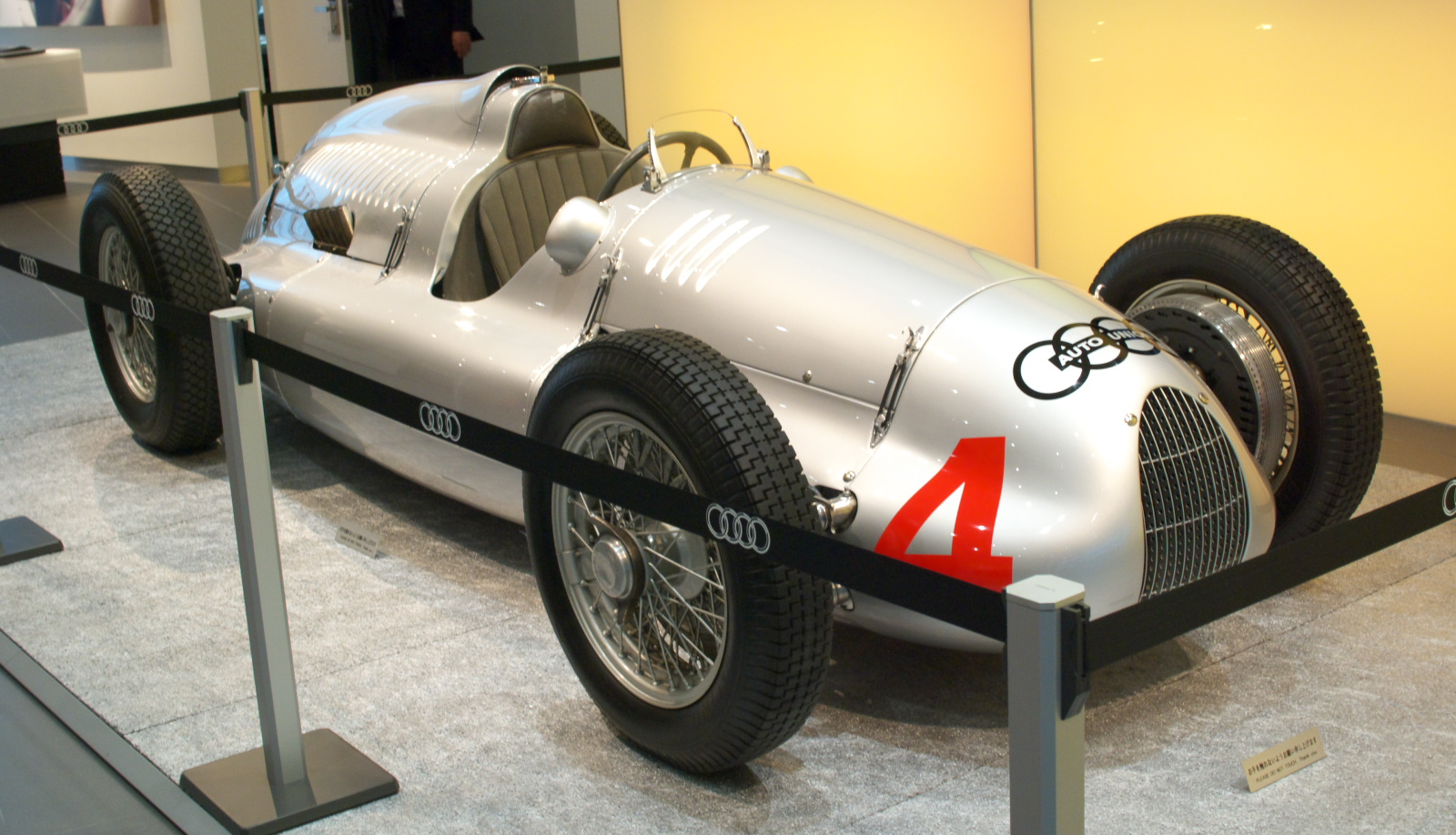
Auto Union Type D